# 平井七菜子
平井 七菜子（ひらい ななこ、1990年7月7日 - ）は、日本の元AV女優。東京都出身。所属事務所はビュースタイルズエンターテイメントだった。

## 略歴
- 2011年4月に「新人×アリスJAPAN 誘惑」でアリスJAPANよりAVデビュー[1]。
- 2011年8月にBRW108に加入した。
- 2011年9月で引退。

## 人物
- 趣味:映画鑑賞
- 特技:似顔絵
- 初体験は小学5年生（11歳のとき）。相手は近所の中学2年生の子[2]。
- 初フェラは中学3年生の時[2]。
- 経験人数は10人。
- アニメ声が特徴のある女の子である。
- デビューのきっかけはみひろに憧れて、事務所に応募した。アリスJAPANからのデビューも平井自身から希望だった[3]。

## 出演作品

### アダルトビデオ
- 新人×アリスJAPAN 誘惑（2011年4月8日、アリスJAPAN）
- 可愛い声の女の子（2011年5月13日、アリスJAPAN）
- かしこまりました、御主人様!! （2011年6月10日、アリスJAPAN）
- 僕の家庭教師がいやらしすぎて（2011年7月8日、アリスJAPAN）
- 今日から君はごっくん秘書（2011年8月12日、アリスJAPAN）
- 終わらない絶頂! （2011年9月9日、アリスJAPAN）

### イメージdvd
- 女の旅湯「伊豆北川温泉編」（2011年7月29日、オルスタックピクチャーズ）他出演:和希さやか、風間ゆみ、藤森由夏

### オリジナルビデオ
- ヤンキー家政婦（2012年3月16日、オールインエンタテインメント）
- 幻界エロス教典 酒呑童子（2012年4月4日、アルバトロス (映画配給会社)） - 茨木童子 役

### WEB
- バナーナTV（ニコニコ生放送、2011年7月15日）
- 紅音ほたると一緒に飲もうよ!（あっ!とおどろく放送局、2011年7月27日）

### TV
- 桃のささやき（2011年6月22日初回放送、MONDO21）